# Alice Desca
Pour les articles homonymes, voir Desca.
Alice Desca, née Alice Honorine Louise Gruié à Paris le 23 février 1868, où elle est morte le 12 janvier 1934, est une lithographe, graveuse et peintre française.

## Biographie

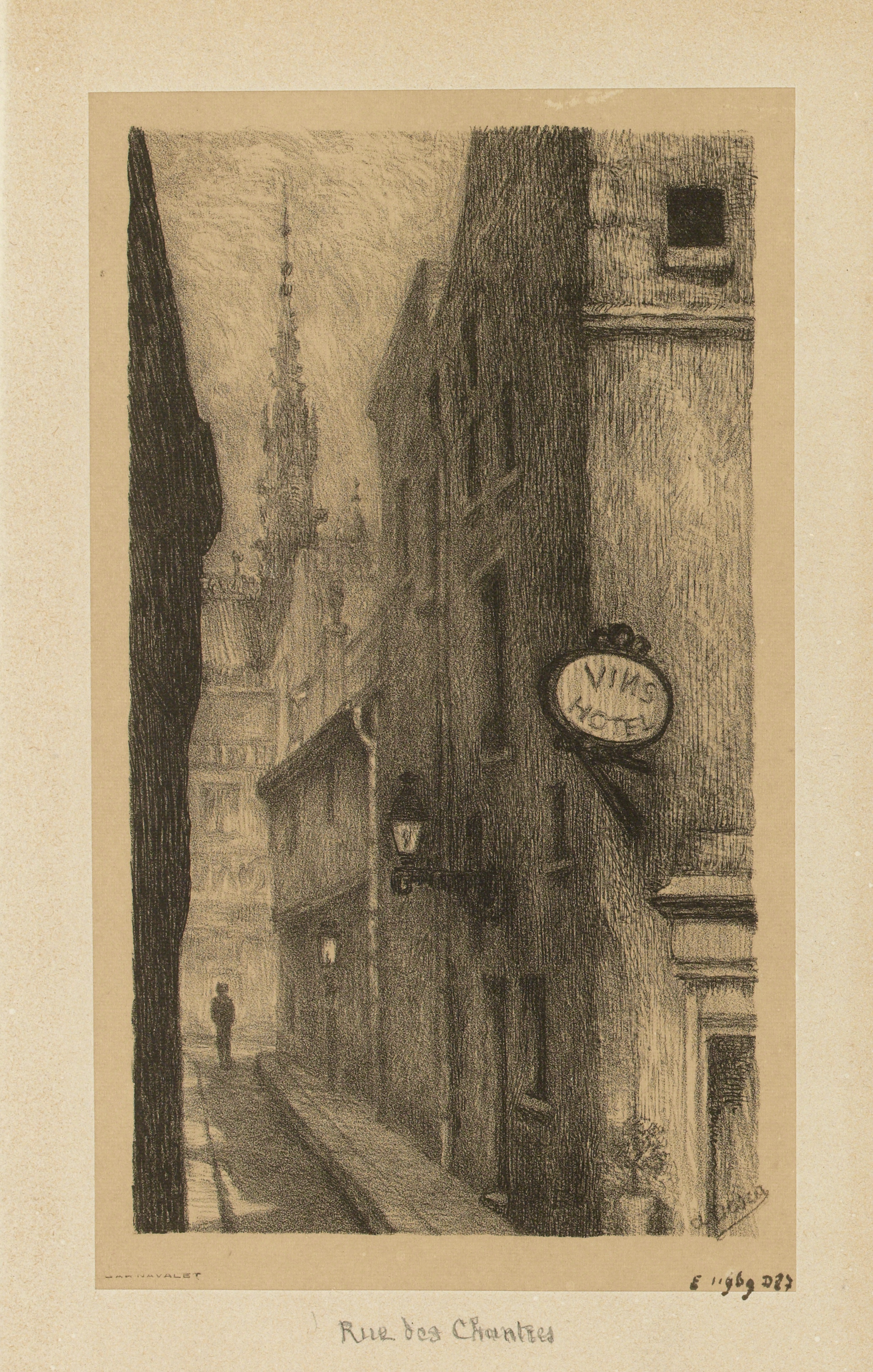
Rue des Chantres, gravure au pointillé, musée Carnavalet.

Élève de Firmin Bouisset, sociétaire du Salon des artistes français, elle y obtient une mention honorable en 1924 et y expose en 1929 la lithographie originale La Brebis retrouvée.
Elle épouse le sculpteur Edmond Desca le 29 avril 1897 à Paris.